# フリードリヒ・ヴィーク
フリードリヒ・ヴィーク（ドイツ語: Friedrich Wieck, 1785年8月18日 - 1873年10月6日）は、ドイツの音楽家、音楽教育者。作曲家のロベルト・シューマン、ピアニストのハンス・フォン・ビューローのピアノ教師であり、またシューマンと結婚したクララの父である。

## 生涯
ザクセン＝アンハルト州ヴィッテンベルク近郊のプレッチュ（Pretzsch）生まれ。若い頃は神学を学んでいたが、ピアノのための音楽に熱中するあまりに職業的訓練を受け、ピアノ工場と楽譜出版社を創立した。
ヴィークは2度結婚している。最初の妻は声楽家でピアニストのマリアンネ・トロムリッツ (Marianne Tromlitz) で、クララは彼女との間の娘である。2度目の妻は20歳年下のクレメンティーネ・フェヒナー (Clementine Fechner) である。
ヴィークは19世紀初頭のドイツ語圏で最も重要な音楽教育者のひとりであり、最も成功した弟子は娘のクララである。ヴィークはクララにレッスンを施した上、ヨーロッパ内の演奏旅行を組織し、その活発な活動を通じて早くからクララを有名にした。フェリックス・メンデルスゾーンの設立したライプツィヒ音楽院に、ピアノの教授として就任を打診されたこともあった。
後にクララの夫となるシューマンも2年間は彼の弟子であった。ヴィークはシューマンの音楽評論中にしばしば登場する「ラロ先生」のモデルである。クララとシューマンの交際が明らかになると、ヴィークは長い間2人の結婚に反対したが、クララとシューマンは訴訟をおこし、1840年に結婚を実現させた。ヴィークは裁判に負けた後、ドレスデンに移り住み、3年後の1843年にシューマン夫妻と和解した。
ドレスデン近郊のロシュヴィッツ (Loschwitz) で没した。